# Estación El Belloto
El Belloto es una estación de la línea de Tren Limache-Puerto. Se encuentra a nivel del suelo y está ubicada en el barrio homónimo de la comuna de Quilpué, en el Gran Valparaíso, Chile. Luego de la modernización del servicio, fue abierto para su uso al público el 23 de noviembre de 2005.

## Origen etimológico
Originalmente fue creada como parte de la línea ferroviaria que unía a Valparaíso con la capital Santiago. En el lugar se encontraba un belloto, que le dio su nombre a la estación y al barrio homónimo.

## Ubicación
Está ubicada en avenida Aviador Acevedo entre la calle Gómez Carreño y Avenida El Belloto. Se puede acceder desde el camino troncal urbano a la altura del paradero 13 1/2. El crecimiento que ha tenido este punto de la ciudad de Quilpué, ha aumentado la cantidad de usuarios de la estación.
La estación delimita las zonas centro y norte de El Belloto.